# Eurometrópoli de Estrasburgo
La Eurometrópoli de Estrasburgo (en francés Eurométropole de Strasbourg), antiguamente Comunidad urbana de Estrasburgo (en francés Communauté urbaine de Strasbourg, CUS), es un órgano administrativo y político francés de gestión de la aglomeración urbana de Estrasburgo ubicada en la región del Gran Este, al Noreste de Francía. Con una población de 500 505 habitantes, esta la área urbana más poblada del este de Francía.

## Historia
Desde 1967, la ciudad de Estrasburgo es el centro de una comunidad urbana, establecida por la ley 66-1069 del 31 de diciembre de 1966. En 1972, los servicios de la administración del ayuntamiento de Estrasburgo y de la comunidad urbana de Estrasburgo se reagrupan en una sola administración.
Siguiendo la ley de reforma territorial del 27 de enero de 2014, la comunidad urbana de Estrasburgo (CUS), se convierte en la Eurometrópoli de Estrasburgo el 1 de enero de 2015. El 1 de enero de 2017, los municipios de Achenheim, Breuschwickersheim, Hangenbieten, Kolbsheim y Osthoffen se unieron a Eurometrópoli.
Estrasburgo, además, obtiene una denominación específica, la de Eurometrópoli, debido a su papel como Capital europea, ya que alberga, entre otras instituciones europeas e internacionales, las sedes del Parlamento Europeo y del Consejo de Europa entre otras.
Este estatus le otorgó nuevas competencias a dicha administración, procedentes de las administraciones Estatal, regional y departamental.

## Administración
Los 100 escaños de concejales eurometropolitanos se distribuyen entre los 33 municipios que integran la Eurometrópoli, según su peso demográfico. En ese orden, la distribución de curules son 50 escaños a Estrasburgo, entre dos y siete escaños a las otras seis ciudades de más de 6.000 habitantes, y un solo escaño para los 26 municipios más pequeños, ocupados en la mayoría de los casos por el alcalde electo.
| Composición del Consejo de la Eurometrópoli (2020-2026) |                                                            |                                        |
| Presidente                                              |                                                            | Consejo Eurometropolitano              |
| Pia Imbs                                                |                                                            | Europa Ecología Los Verdes 40 Curules. |
| Pia Imbs                                                | Los Republicanos Otros partidos de derecha 27 Curules.     |                                        |
| Pia Imbs                                                | Otros partidos 13 Curules.                                 |                                        |
| Pia Imbs                                                | Partido Socialista Otros partidos de izquierda 11 Curules. |                                        |
| Pia Imbs                                                | La República en Marcha 5 Curules.                          |                                        |
| Pia Imbs                                                | Partido Comunista de Francia 3 Curules.                    |                                        |

### Organización
La sede de la Eurometrópoli se encuentra en el centro administrativo de la ciudad en Estrasburgo, en el Parc de l'Etoile.
La organización de la Eurometrópoli se basa en la organización de las EPCI. Esta incluye:
- un órgano deliberativo: el Consejo de la Eurometrópoli. Delibera y vota las decisiones sobre los temas previstos en la agenda durante las reuniones públicas transmitidas en vivo por Internet. Los puntos de la agenda son fijados por el presidente y discutidos previamente en una sesión no pública por:

- - la oficina, compuesta por el presidente , y los vicepresidentes.
  - el Comité Plenario, que reúne a todos los representantes electos de la Eurometrópoli.

- un órgano ejecutivo: el presidente, asistido por los vicepresidentes. Ejecuta las decisiones del consejo de Eurometrópoli, representa a la inter municipalidad y es la autoridad jerárquica de los agentes.

- Hay un comité permanente que se reúne 10 veces al año para facilitar la gestión de la comunidad. Está compuesto por el presidente, los vicepresidentes y los miembros del Consejo Eurometropolitano, incluidos todos los alcaldes de la Eurometrópoli.

También se crean diferentes comisiones temáticas dentro del concejo.

### Consejo
El Consejo de la Eurometrópoli está compuesto por 100 miembros elegidos por sufragio universal directo mediante listas cerradas de partidos, en las elecciones municipales de cada comuna. Su renovación se produce cada 6 años.
El número de representantes de las comunas es proporcional a su población, en la medida en que cada comuna debe estar representada por un asesor y que una comuna no puede tener más de la mitad de los asesores.
La repartición de asesores del concejo de la Eurometrópolis por municipio es la siguiente:
- 50 asesores para Estrasburgo.
- 7 asesores para Schiltigheim.
- 6 asesores para Illkirch-Graffentstaden.
- 4 asesores para Lingolsheim.
- 3 asesores para Bischheim.
- 2 asesores para Hoenheim y Ostwald.
- 1 asesor para los otros 26 municipios.

### Presidente y Vicepresidentes
El consejo de Eurometrópoli de Estrasburgo, una vez elegido por voto popular, elige por Voto indirecto al presidente y 20 vicepresidentes de entre sus miembros, ellos formaran la oficina. 
La presidenta es Pia Imbs en alianza entre varios partidos, por el periodo 2020 al 2026.

### Competencias
Las competencias otorgadas a la materopoli son:
- Habilidades en desarrollo y planificación económica, social y cultural;
  - zonas de actividad e integración económica,
  - apoyo a establecimientos de educación superior para investigación e innovación,
  - promoción del turismo,
  - el centro de exposiciones, el Palacio de Música y Congresos,  Zenith,
  - las bibliotecas de medios de interés metropolitano y la red con las bibliotecas de los municipios miembros,
  - participación en el desarrollo de audiovisuales, cine y multimedia,
  - las piscinas, la pista de Iceberg, el stade de la Meinau, el Rhénus Sport,
  - la organización de grandes eventos deportivos.
- Habilidades en términos de planificación espacial metropolitana;
  - urbanismo, plan de urbanismo local (PLU) y reservas de tierras,
  - redes de telecomunicaciones y desarrollo digital,
  - carreteras y estacionamientos,
  - movilidad (tranvía de Estrasburgo,  Lista de líneas de autobús de Estrasburgo ).
- Habilidades en la política de vivienda local;
  - política de vivienda, vivienda social y alojamiento de emergencia,
  - las áreas de recepción para viajeros.
- Habilidades en la política de la ciudad;
  - animación y coordinación de acuerdos contractuales de desarrollo urbano,
  - sistemas locales de prevención del delito.
- Habilidades en la gestión de servicios de interés colectivo;
  - saneamiento y agua,
  - el servicio funerario, el centro funerario,
  - EL depósito de autos y la perrera municipal.
- Competencias en materia de protección y mejora del medio ambiente y la política del entorno de vida;
  - gestión de residuos domésticos,
  - la transición energética y el plan regional de clima y energía,
  - concesiones de gas y electricidad,
  - gestión de ambientes acuáticos y prevención de inundaciones,
  - la lucha contra la contaminación del aire y la contaminación acústica,
  - el centro de iniciación ambiental.

### Comunas
| Código Insee | Núcleo                                | Población (hab.) | Superficie (km²) | Densidad (hab./km²) | Año de adhesión | Delegados | Vicepresidentes |
| ------------ | ------------------------------------- | ---------------- | ---------------- | ------------------- | --------------- | --------- | --------------- |
| 67482        | Strasbourg (sede de la Eurometrópoli) | 280 966          | 78,26            | 3532                | 1967            | 50        | 10              |
| 67001        | Achenheim                             | 2123             | 3,03             | 4090                | 2017            | 1         | 1               |
| 67043        | Bischheim                             | 17 093           | 4,41             | 3875                | 1967            | 3         | 0               |
| 67049        | Blaesheim                             | 1316             | 9,96             | 132                 | 2006            | 1         | 0               |
| 67065        | Breuschwickersheim                    | 1294             | 5,06             | 248                 | 2017            | 1         | 0               |
| 67118        | Eckbolsheim                           | 6857             | 5,34             | 1284                | 1967            | 1         | 0               |
| 67119        | Eckwersheim                           | 1328             | 7,46             | 178                 | 1967            | 0         | 0               |
| 67124        | Entzheim                              | 2390             | 8,17             | 293                 | 1967            | 1         | 0               |
| 67131        | Eschau                                | 5303             | 11,83            | 448                 | 1967            | 0         | 0               |
| 67137        | Fegersheim                            | 5737             | 6,25             | 918                 | 1967            | 1         | 1               |
| 67152        | Geispolsheim                          | 7540             | 21,95            | 344                 | 1967            | 1         | 0               |
| 67182        | Hangenbieten                          | 1554             | 4,11             | 378                 | 1967            | 1         | 0               |
| 67204        | Hœnheim                               | 11 215           | 3,42             | 3279                | 1967            | 2         | 1               |
| 67212        | Holtzheim                             | 3656             | 6,91             | 529                 | 1967            | 1         | 0               |
| 67218        | Illkirch-Graffenstaden                | 26 780           | 22,21            | 1206                | 1967            | 6         | 0               |
| 67247        | Kolbsheim                             | 948              | 3,33             | 285                 | 2017            | 1         | 0               |
| 67256        | Lampertheim                           | 3272             | 6,58             | 497                 | 1967            | 1         | 1               |
| 67267        | Lingolsheim                           | 18 324           | 5,69             | 3220                | 1967            | 4         | 0               |
| 67268        | Lipsheim                              | 2600             | 4,96             | 524                 | 1967            | 1         | 0               |
| 67296        | Mittelhausbergen                      | 1984             | 1,72             | 1153                | 1967            | 0         | 0               |
| 67309        | Mundolsheim                           | 4731             | 4,2              | 1157                | 1967            | 0         | 1               |
| 67326        | Niederhausbergen                      | 1590             | 3,06             | 520                 | 1967            | 1         | 0               |
| 67343        | Oberhausbergen                        | 5381             | 3,79             | 1420                | 1967            | 1         | 1               |
| 67350        | Oberschaeffolsheim                    | 2301             | 7,56             | 304                 | 1967            | 1         | 0               |
| 67363        | Osthoffen                             | 825              | 5,11             | 161                 | 2017            | 1         | 0               |
| 67365        | Ostwald                               | 12 604           | 7,11             | 1773                | 1967            | 2         | 1               |
| 67378        | Plobsheim                             | 4443             | 16,64            | 267                 | 1967            | 1         | 0               |
| 67389        | Reichstett                            | 4418             | 7,61             | 581                 | 1967            | 1         | 0               |
| 67447        | Schiltigheim                          | 31 894           | 7,63             | 4180                | 1967            | 7         | 2               |
| 67471        | Souffelweyersheim                     | 8001             | 4,51             | 1774                | 1967            | 1         | 0               |
| 67506        | Vendenheim                            | 5664             | 15,89            | 356                 | 1967            | 0         | 1               |
| 67519        | La Wantzenau                          | 5841             | 25,39            | 230                 | 1967            | 0         | 0               |
| 67551        | Wolfisheim                            | 4157             | 5,57             | 746                 | 1967            | 1         | 0               |
| Totales      | 33 comunas                            | 491 409          | 337,61           | 1456                | --              | 100       | 20              |

## Cooperación y agrupaciones administrativas

#### Eurodistrito
El eurodistrito (distrito europeo), es la administración común que concierne a los 1 175 000 residentes de Estrasburgo Eurometrópoli y el Ortenau (Alemania). Se creó este órgano de colaboración en octubre de 2005 y trata de asuntos de (transportes, urbanismo, educación, sanidad, burocracia, desarrollo etc.).

#### Polo metropolitano de Alsacia
La Eurometrópoli de Estrasburgo forma parte del polo metropolitano de Alsacia, que federa los grandes municipios inter alsacianos desde 2012.

## Ubicación
|                             | Norte: Distrito de Haguenau-Wissembourg, Distrito de Saverne |                                     |
| Oeste: Distrito de Molsheim |                                                              | Este: Rio Rin , Distrito de Ortenau |
|                             | Sur: Distrito de Sélestat-Erstein                            |                                     |